# Élections législatives turques de 2002
Les élections législatives turques de 2002  ont eu lieu le 3 novembre 2002.

## Mode de scrutin

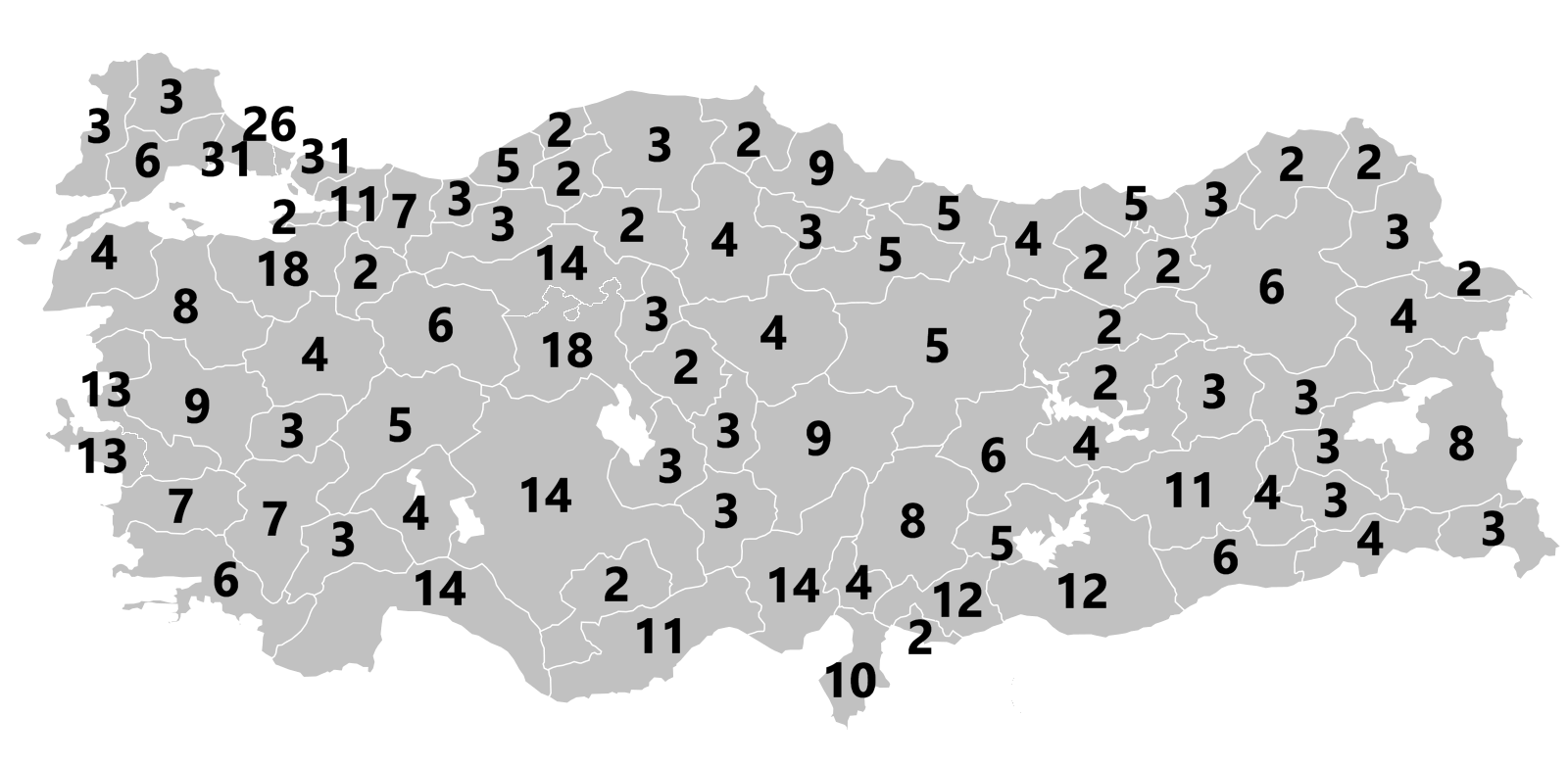
Nombre de sièges par provinces

La Grande Assemblée nationale de Turquie est le parlement unicaméral de la Turquie. Elle compte 550 députés, élus pour cinq ans au scrutin proportionnel, chacune des soixante-dix neuf provinces constituant une circonscription électorale. Les candidats présents sur la liste d'un parti politique ne sont élus que si leur formation a obtenu au moins 10 % des suffrages exprimés au niveau national, si elle a présenté deux candidats à chaque siège de député dans au moins la moitié des provinces, et si elle est bien implantée dans la moitié des provinces et un tiers des arrondissements provinciaux.
Au seuil électoral s'ajoutent plusieurs conditions supplémentaires auxquelles un parti doit se soumettre pour pouvoir bénéficier de sièges. Ils doivent avoir une présence dans un minimum d'un tiers des districts d'au moins 40 provinces, dans lesquelles ils doivent présenter au moins deux candidats.
Le seuil électoral turc de 10 % des suffrages, très élevé, a par le passé poussé au regroupement des formations et au vote utile de la part des électeurs afin d'éviter que leur vote ne soit « perdu ».

## Résultats
|                           |                                               |            |       |       |        |               |  |  |  |
| Partis                    | Partis                                        | Voix       | %     | +/-   | Sièges | +/-           |  |  |  |
|                           | Parti de la justice et du développement (AKP) | 10 808 229 | 34,28 | Nv    | 363    | Nv            |  |  |  |
|                           | Parti républicain du peuple (CHP)             | 6 113 352  | 19,39 | 10,68 | 178    | 178           |  |  |  |
|                           | Parti de la juste voie (DYP)                  | 3 008 942  | 9,54  | 2,47  | 0      | 85            |  |  |  |
|                           | Parti d'action nationaliste (MHP)             | 2 635 787  | 8,36  | 9,62  | 0      | 129           |  |  |  |
|                           | Parti jeune (GP)                              | 2 285 598  | 7,25  | Nv    | 0      | Nv            |  |  |  |
|                           | Parti démocratique du peuple (DEHAP)          | 1 960 660  | 6,22  | Nv    | 0      | en stagnation |  |  |  |
|                           | Parti de la mère patrie (ANAP)                | 1 618 465  | 5,13  | 8,09  | 0      | 86            |  |  |  |
|                           | Parti de la félicité (SP)                     | 785 489    | 2,49  | Nv    | 0      | 111           |  |  |  |
|                           | Parti de la gauche démocratique (DSP)         | 384 009    | 1,22  | 20,97 | 0      | 136           |  |  |  |
|                           | Parti de la nouvelle Turquie (YTP)            | 363 869    | 1,15  | Nv    | 0      | en stagnation |  |  |  |
|                           | Parti de la grande unité (BBP)                | 322 093    | 1,02  | 0,44  | 0      | en stagnation |  |  |  |
|                           | Parti de la patrie (YP)                       | 294 909    | 0,94  | Nv    | 0      | en stagnation |  |  |  |
|                           | Parti des travailleurs (IP)                   | 159 843    | 0,51  | 0,33  | 0      | en stagnation |  |  |  |
|                           | Parti pour une Turquie indépendante (BTP)     | 150 482    | 0,48  | Nv    | 0      | en stagnation |  |  |  |
|                           | Parti de la liberté et de la solidarité (ÖDP) | 106 023    | 0,34  | 0,46  | 0      | en stagnation |  |  |  |
|                           | Parti libéral-démocrate (LDP)                 | 89 331     | 0,28  | 0,13  | 0      | en stagnation |  |  |  |
|                           | Parti de la nation (MP)                       | 68 271     | 0,22  | 0,03  | 0      | en stagnation |  |  |  |
|                           | Parti communiste de Turquie (TKP)             | 59 180     | 0,19  | Nv    | 0      | en stagnation |  |  |  |
|                           | Indépendants                                  | 314 251    | 1,00  | 0,13  | 9      | 6             |  |  |  |
|                           |                                               |            |       |       |        |               |  |  |  |
| Votes valides             | Votes valides                                 | 31 528 783 | 96,22 |       |        |               |  |  |  |
| Votes blancs et invalides | Votes blancs et invalides                     | 1 239 378  | 3,78  |       |        |               |  |  |  |
| Total                     | Total                                         | 32 768 161 | 100   | –     | 550    | en stagnation |  |  |  |
| Abstention                | Abstention                                    | 8 638 866  | 20,86 |       |        |               |  |  |  |
| Inscrits / participation  | Inscrits / participation                      | 41 407 027 | 79,14 |       |        |               |  |  |  |

| Majorité absolue |   |     |
| ↓                |   |     |
| 178              | 9 | 363 |
| CHP              | I | AKP |